# Cliniodes vinacea
Cliniodes vinacea là một loài bướm đêm trong họ Crambidae.